# Hyperboreiska skolan

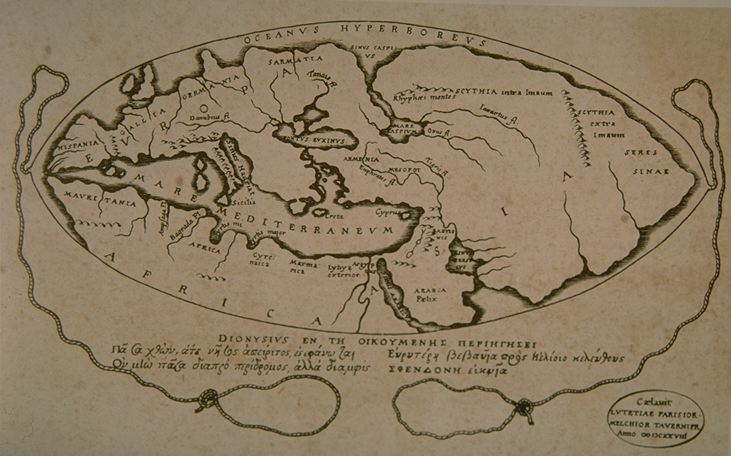
Rekonstruktion av Poseidonios världskarta (150-130 f.Kr). Överst Oceanus Hyperboreus (Klicka för större bild).

Hyperboreiska skolan medeltida svensk uppfattning om att det nordliga land grekerna kallade Hyperboréen ("Yttersta Norden") var identiskt med Skandinaviska halvön.
"Hyperboréerna bodde under björnens stjärnbild ovanför Boreas, nordanvinden, därav namnet hyperboréer. På sin fjärran ö levde de sitt lyckliga liv i en härlig natur, som gav skördar två gånger om året. Dessa rättfärdiga människor kände inte hat och krig. De bodde i det fria, i skogar och lundar, och uppnådde högre ålder än andra dödliga."
Johannes Magnus, Olof Verelius, Georg Stiernhielm, Johannes Bureus och Olof Rudbeck d.ä. var några av de svenska vetenskapsmän som identifierade hyperboréerna med forntidens skandinaver. Olof Verelius har setts som grundläggare av den "hyperboreiska" skolan.